# Amblygonocarpus andongensis
Amblygonocarpus andongensis là một loài thực vật có hoa trong họ Đậu. Loài này được (Oliv.) Exell & Torre miêu tả khoa học đầu tiên.